# Otto Schröder (Fechter)
Otto Schröder (* 6. Januar 1902 in Spandau; † nach 1937) war ein deutscher Degenfechter und Teilnehmer bei den Olympischen Spielen 1936. Er focht anfangs als Mitglied der Polizeischule Spandau, spätestens ab 1937 für die Sportgemeinschaft der SS in Berlin.

## Erfolge
Bei den Deutschen Meisterschaften 1937 wurde Schröder Vierter mit dem Degen. Mit derselben Waffe belegte er bei den Deutschen Meisterschaften 1931 den neunten und Deutschen Meisterschaften 1932 den fünften Platz. Bei dem vierten Torgauer Fechtturnier 1937 wurde er Zweiter.
Schröder nahm an den Olympischen Spielen 1936 in Berlin teil, wo er im Einzel schon in der ersten Runde ausschied. Mit der Mannschaft verpasste er eine Medaille nur knapp und erreichte zusammen mit Siegfried Lerdon, Josef Uhlmann, Hans Esser, Eugen Geiwitz und Ernst Röthig den vierten Platz. Bei den Weltmeisterschaften 1937 erreichte er die Vorschlussrunde, verlor anschließend aber einen Stichkampf um den Einzug ins Finale. Die Mannschaft gewann gegen Holland, verlor jedoch gegen die Schweiz und Italien und schied damit in der zweiten Runde aus.
Schröder erreichte September 1936 den Rang eines SS-Obersturmführers in der SS (SS-Nummer 267.225). Zum 1. Mai 1933 war er der NSDAP beigetreten (Mitgliedsnummer 3.473.017). Er focht aktiv bei der SS Sportgemeinschaft Berlin, die unter Federführung des aktiven Säbelfechters Reinhard Heydrich eine dominierende Rolle im deutschen Fechtsport einzunehmen versuchte.